# ناصر 56 (فلم)
ناصر 56 هو فيلم سيرة ذاتية مصري ولا يعد الفيلم تسجيلا روائيًا لحياة الرئيس جمال عبد الناصر، لكنه استقطاع عدة شهور من حكمه فقط خلال عام 1956 قبل وبعد تأميم قناة السويس التي تعد من إنجازات عبد الناصر، حيث كانت شركة قناة السويس دولة داخل الدولة، وعندما سحب البنك الدولي عرضه فجأة بتمويل مشروع بناء السد العالي، أعلن جمال عبد الناصر تأميم القناة في ميدان المنشية بالإسكندرية في 26 يوليو عام 1956 مما أدى لحدوث العدوان الثلاثى على مصر، ليعلن جمال عبد الناصر في خطابه بالجامع الأزهر المقاومة والكفاح للتصدى للأعداء. يتناول الفيلم حياة عبد الناصر بين وزرائه ومكتبه وخطبه وعلاقاته بأعضاء مجلس قياده الثورة، ثم بوالده، وزوجته، وأولاده الصغار الأربعة.
الفيلم بطولة أحمد زكي، ومن تأليف محفوظ عبد الرحمن وإخراج محمد فاضل وموسيقى ياسر عبد الرحمن. وعُرض بالأبيض والأسود.

## البطولة
- أحمد زكي في دور جمال عبد الناصر
- فردوس عبد الحميد في دور السيدة تحية محمد كاظم
- أحمد ماهر في دور محمود يونس أحد فريق التأميم
- شعبان حسين في دور في دور عبد الحميد أبو بكر أحد فريق التأميم
- ناصر سيف في دور في دور مشهور أحمد مشهور أحد فريق التأميم
- مجدي صبحي في دور في دور محمد عزت عادل أحد فريق التأميم
- طارق الدسوقي في دور عبد الحكيم عامر
- عادل هاشم في دور عبد اللطيف البغدادي
- محمود البزاوي في دور محمد أنور السادات
- عوض بدوي في دور صلاح سالم
- عزت بدران في دور جمال سالم
- محمد مرزبان في دور حسين الشافعي
- عبد الواحد العشري في دور زكريا محيي الدين
- مخلص البحيري في دور د.مصطفى الحفناوى
- أحمد خليل في دور د. محمود فوزي، وزير الخارجية المصري
- عبد الرحيم حسن في دور عبد المنعم القيسوني
- حامد إبراهيم في دور فتحي رضوان
- يوسف عبيد في دور عزيز صدقي
- محمد عبودة في دور كمال إستينو
- سمير وحيد في دور محمود الجيار
- هاني رمزي في دور محمود فهيم
- ياسر علي ماهر في دور سامي شرف مدير مكتب عبد الناصر
- أمين هاشم في دور عبد الناصر حسين والد الرئيس جمال
- الطفلة مي عصام في دور هدي جمال عبد الناصر
- الطفل باسم الكيلاني في دور خالد جمال عبد الناصر
- الطفلة فاطمة عليش في دور منى جمال عبد الناصر
- الطفل شادي خفاجة عبد الحميد جمال عبد الناصر
- أمينة رزق ضيفة شرف
- حسن حسني ضيف شرف
- عبد الله فرغلي ضيف شرف
- ممدوح وافي ضيف شرف
- حسن كامي في دور روبرت منزيس، رئيس وزراء أستراليا
- أحمد مختار في دور علي صبري، رئيس المخابرات المصرية

## روابط خارجية
- مقالات تستعمل روابط فنية بلا صلة مع ويكي بيانات